# Mohammad Mokhber
Mohammad Mokhber (født 26. juni 1955 i Dezful, Iran) er en iransk politiker. Han tiltrådte som Irans fungerende præsident 19. maj 2024, efter at den tidligere præsident Ebrahim Raisi omkom i en helikopterulykke. Mokhber tiltrådte posten i kraft af sin oprindelige position som landets vicepræsident.